# Robert Moray
Sir Robert Moray (1609. március 10. – 1673. július 4.) skót jogász, korai szabadkőműves. A neve előfordul Murray és Murrey alakban is.
Sir Mungo Murray fia volt. Egyetemi tanulmányait St. Andrew egyetemén és Franciaországban folytatta, ahol XIII. Lajos király alatt katonai szolgálatot teljesített. A francia történészek szerint kevés olyan külföldi volt, akit Richelieu bíboros oly nagyon kedvelt, mint őt. Valószínűleg neki köszönhette, hogy a francia hadseregben ezredesi rangot ért el. Skóciába akkor tért vissza, amikor I. Károly király személye körül kiéleződött a helyzet. A presbiteriánusok első kormányában magas hadügyi tisztséget (Master-General of the Ordnance) kapott. I. Károly király 1643. január 10-én ütötte lovaggá Oxfordban.
Jó viszonyban volt Mazarin bíborossal, a francia főminiszterrel is, akinek hadseregével Németországban harcolt, majd 1645-ben Bajorországban hadifogságba esett. Nagyjából ebben az időben a skót hadsereg ezredese lett, és kinevezték a Skócia és Franciaország közt megkötendő szövetség titkos követévé, amelynek célja I. Károly uralmának restaurációja volt. Ezért kieszközölték szabadon bocsátását, majd visszatért Angliába. 1646 decemberében, amikor Károly király a skót hadsereggel Newcastle-ban tartózkodott, Moray kidolgozta a király kimenekítésének a tervét.
1651 májusában, amikor II. Károly elfoglalta a skót trónt, Moray elnyerte Skócia második legfontosabb jogi tisztségét (Lord Justice Clerk), majd titkos tanácsos lett. Címei nagyrészt formálisak voltak, hogy a király biztosítsa a hűségét, mert azt tartották róla, hogy szimpatizál a presbiteriánusokkal.
A Royal Society egyik alapítója volt, és nagy része volt a társaság szabályzatának kidolgozásában. Szabadkőműves volt és pártfogolta a rózsakereszteseket. Kémiai kísérleteket folytatott, zenei, orvosi és mechanikai kutatásokat végzett, barátaival filozófiáról vitatkozott, értett a matematikához és különösen a természettudományokhoz.
Felesége Sophia Lindsay, az első Earl of Balcarres idősebb leánya volt. Sir David Lindsay kitűnő kémikus volt, és nagy könyvgyűjteménnyel rendelkezett. A  Balcarres-könyvtárban tíz könyv található, melyet az akkoriban divatos témában, a bölcsek kövéről írt. I. Károly király 1633 júniusában emelte őt a főrendek sorába, amikor Skóciába látogatott. Feleségének halála után Moray felhagyott filozófiai társalgásaival és remeteéletet élt.